# Oenothalia vestita
Oenothalia vestita är en fjärilsart som beskrevs av W. Warren 1909. Oenothalia vestita ingår i släktet Oenothalia och familjen mätare. Inga underarter finns listade i Catalogue of Life.